# Миськів Сергій Михайлович
Сергі́й Миха́йлович Ми́ськів (1 червня 1969, м. Чортків, Тернопільська область — 9 липня 2022, м. Часів Яр, Донецька область) — український військовослужбовець, солдат Збройних сил України, учасник російсько-української війни. Кавалер ордена «За мужність» III ступеня (2023, посмертно), почесний громадянин міста Чорткова (2022, посмертно). 

## Життєпис
Сергій Миськів народився 1 червня 1969 року в місті Чорткові, нині Чортківської громади Чортківського району Тернопільської области України.
До відправлення на фронт служив добровільно у роті охорони охорони Чортківського РТЦК та СП.
Стрілець-санітар стрілецького батальйону. Загинув 9 липня 2022 року внаслідок ракетного удару в м. Часів Яр на Донеччині.
Похований 15 липня 2022 року в родинному місті.

## Нагороди
- орден «За мужність» III ступеня (9 січня 2023, посмертно) — за особисту мужність і самовідданість, виявлені у захисті державного суверенітету та територіальної цілісності України, вірність військовій присязі[1];
- почесний громадянин міста Чорткова (18 серпня 2022, посмертно)[2].